# Jean-Pierre Audy
Cet article possède un paronyme, voir Jean-Pierre Aury.
Pour les articles homonymes, voir Audy.
 (novembre 2015).
Si vous disposez d'ouvrages ou d'articles de référence ou si vous connaissez des sites web de qualité traitant du thème abordé ici, merci de compléter l'article en donnant les références utiles à sa vérifiabilité et en les liant à la section « Notes et références ».
Jean-Pierre Audy, né le 12 juin 1952 à Tulle (Corrèze), est un homme politique français, membre des Républicains. Il est député européen de 2005 à 2014.
Il est conseiller municipal de Meymac de mars 1977 à mai 2020 et conseiller général de la Corrèze (canton de Meymac) du 9 mars 2008 au 29 mars 2015. De février 2010 à juin 2014, il est président de la délégation française au sein du groupe du Parti populaire européen (PPE), dont il est également membre du bureau. Il est aussi conseiller politique et membre (l'un des vice-présidents du parti de février 2013 à juin 2014) du bureau politique de l'Union pour un mouvement populaire (UMP). Il est membre de l'Assemblée politique du Parti populaire européen (PPE).

## Biographie
Jean-Pierre Audy est le fils de Marcel Audy (1912-1968), sénateur (1958-1968), maire et conseiller général de Meymac, et de Jeanne Audy-Rowland, écrivain. Après une scolarité primaire à Meymac et des études secondaires au lycée Blaise-Pascal de Clermont-Ferrand, il fait ses études supérieures dans la même ville à la faculté de droit (DESS de fiscalité, finances et droit des affaires) et de sciences économiques (maîtrise ès sciences économiques) ainsi qu'à l'École supérieure de commerce dont il sort diplômé en 1976. Il est diplômé d'expertise comptable en 1979 et, cette même année, crée son cabinet d'expertise comptable à Meymac et une société d'audit et de commissariat aux comptes à Paris en 1995. Il est également diplômé de l'université de Californie à Los Angeles (UCLA - programme d'été des étudiants étrangers).

### Mandats économiques et professionnels
Jean-Pierre Audy a un parcours lié à la démocratie économique : président du conseil régional de l'ordre des experts-comptables et des comptables agréés de Limoges et président de la conférence des présidents des conseils régionaux de l'ordre des experts-comptables et des comptables agréés de 1991 à 1993, vice-président du conseil supérieur de l'ordre des experts-comptables de 1994 à 2001 ; conseiller technique auprès de l’IAPC (International auditing practices committee) de novembre 1997 à juin 2000 et représentant de la France au groupe de travail permanent sur les pratiques d’audit des petits et moyens cabinets de l’IFAC (International federation of accoutants) de juin 2004 à 2006 ; membre du conseil national de la comptabilité de janvier 2000 à juin 2005 ; conseiller à la banque de France de Tulle de 1986 à 2006 ; conseiller économique et social régional (CESR) du Limousin de 1989 à 2001 (vice-président de novembre 1995 à octobre 2001) ; président de la chambre de commerce et d'industrie (CCI) de Tulle et Ussel de janvier 1998 à juin 2005, président de la chambre régionale de commerce et d'industrie du Limousin-Poitou-Charentes de février 2001 à décembre 2003 et vice-président de l'assemblée des chambres françaises de commerce et d'industrie (ACFCI devenue CCI France) de mars 2001 à janvier 2005.
Il a présidé la caisse d'allocations chômage des chambres de commerce et d'industrie (CMAC) de mai 2001 à février 2005.
il a été président de la commission secteur public de la Compagnie nationale des commissaire aux comptes (CNCC) présidée par Denis Lesprit du 5 février 2015 au 31 décembre 2016 qui a travaillé sur l'intervention du commissaire aux comptes dans le secteur public avec, notamment, le début des travaux sur la certification des comptes des collectivités locales (directive de l'Union européenne 2011/85 du 8 novembre 2011, article 110 de la loi no 2015-991 du 7 août 2015 portant nouvelle organisation territoriale de la République - NOTRE).
En octobre 2015, Jean-Pierre Audy est nommé expert indépendant, membre du groupe à haut niveau sur la simplification pour les bénéficiaires des cinq fonds structurels et d'investissement européens : le Fonds européen de développement régional, le Fonds social européen, le Fonds de cohésion, le Fonds européen agricole pour le développement rural et le Fonds européen pour les affaires maritimes et la pêche.[réf. nécessaire]Ce groupe à haut niveau, créé pour trois ans par décision de la Commission européenne en date du 10 juillet 2015, est présidé par Siim Kallas, ancien vice-président de la Commission européenne, ancien Premier ministre de la république d'Estonie.

### Mandats politiques

#### Mandats locaux (Corrèze, Limousin)
Jean-Pierre Audy est conseiller municipal de Meymac du 13 mars 1977 au 17 mai 2020, pendant 43 ans. Il est adjoint au maire de 1977 à 1995.
Le 9 mars 2008, il est élu, au premier tour, conseiller général du canton de Meymac. Désigné, sur proposition de l'opposition départementale, président de la commission du développement économique, de l'agriculture et du tourisme du conseil général de la Corrèze le 20 mars 2008, alors présidé par François Hollande et qui a proposé à l'opposition ce poste, il n'a pas demandé le renouvellement de ce mandat après le changement en juin 2012 à la tête du conseil général à la suite de l'élection de François Hollande à la présidence de la République française. Il a également été président du syndicat du pays de Meymac du 23 mai 2008 au 25 avril 2014, structure actuellement dissoute du fait de la reprise des compétences par les communautés de communes.

#### Au Parlement européen
Jean-Pierre Audy est élu député européen en juin 2005 lors de l'entrée de Brice Hortefeux dans le gouvernement Dominique de Villepin présidé par Jacques Chirac, à la suite du remaniement qui suit l'échec du référendum sur le traité constitutionnel européen.
Il est réélu député européen lors des élections européennes du 7 juin 2009 en étant tête de la liste Majorité présidentielle dans l'euro-circonscription Massif central - Centre (régions Auvergne-Centre-Limousin) qui a obtenu trois élus sur les cinq sièges à pourvoir. Au sein du Parlement européen, il a été membre de la commission du contrôle budgétaire (vice-président de juillet 2009 à janvier 2012), membre de la commission du commerce international et membre de la commission de l'industrie, de la recherche et de l'énergie du Parlement européen au sein de laquelle il a été vice-coordinateur pour le groupe PPE. Il a été, également, vice-président de la délégation avec les pays du MERCOSUR (Brésil, Argentine, Uruguay, Paraguay et Venezuela) et vice-président de l'assemblée parlementaire EUROLAT (relations UE - Amérique latine) au sein de laquelle il a été coprésident de la commission économique.
Il est élu président de la délégation française au groupe parlementaire du Parti populaire européen le 9 février 2010, qui rassemble les 30 (29 jusqu'en décembre 2011) députés européens élus en France et appartenant à l'UMP, au Nouveau Centre, au Parti radical et à La Gauche moderne) (ces 3 dernières formations politiques se rassembleront au sein de l'UDI). Il a succédé, dans ces fonctions, à Michel Barnier devenu commissaire européen pour la mandature 2009-2014 chargé du marché intérieur et des services financiers.

#### Fin de mandats
Aux élections européennes du 25 mai 2014, il est candidat en troisième position sur la liste présentée par l'UMP, soutenue par le Parti populaire européen (PPE) et conduite par Brice Hortefeux qui obtient deux élus (Brice Hortefeux et Angélique Delahaye) du fait de l'absence d'alliance politique avec l'UDI (qui n'obtient aucun siège dans cette circonscription) et de la montée du Front national. Il n'est donc pas réélu et cela met un terme, le 1er juillet 2014, à son mandat de député européen. C'est Alain Lamassoure, député européen tête de liste pour la circonscription Paris-Île-de-France - Français de l'étranger, ancien ministre, qui lui succède à la tête de la délégation UMP au sein du groupe PPE.
Lors des élections départementales des 22 et 29 mars 2015, il est remplaçant de Christophe Petit, élu au sein du canton du Plateau de Millevaches.

#### Autres mandats
Jean-Pierre Audy a été membre du comité départemental de la Corrèze et du conseil national de l'Union pour un mouvement populaire.
En février 2013, dans le cadre de la direction « partagée » entre Jean-François Copé et François Fillon, il devient vice-président de l’UMP, lors de la seconde vague de nominations après celle de janvier, en plus du vice-président délégué Luc Chatel, en poste depuis novembre 2012.
Il est, à partir de juin 2005 membre de l'Assemblée politique du Parti populaire européen (PPE) puis suppléant de cette assemblée politique à partir de octobre 2024.
Le 3 mai 2018 à Bruxelles, il est élu membre des Conseils d'administration de l'Association des anciens membres du Parlement européen et de la Fondation pour la démocratie parlementaire (structure dissoute en 2024) présidées par Hans-Gert Pöttering, ancien président du Parlement européen.[réf. nécessaire]
Dans le cadre des élections internes du parti politique Les Républicains, le 14 octobre 2018, il est élu membre du comité de la première circonscription de la Corrèze et membre du conseil national, pour un mandat de deux ans et demi.
Le 19 février 2019, il est nommé secrétaire départemental de la Corrèze des Républicains, par le bureau politique sur proposition de Laurent Wauquiez, président du parti.

### Distinctions
- Chevalier de la Légion d'honneur
- Chevalier de l'ordre des Palmes académiques
- Médaille d'honneur régionale, départementale et communale, vermeil
- Médaille d'argent puis de vermeil de l'ordre des experts-comptables
- Médaille du Parlement européen